# 大津町議会
大津町議会（おおづまちぎかい）は、熊本県大津町の地方議会である。

## 概要
- 定数：16人
- 任期：4年（2025年3月1日～2029年2月28日）

議会解散が実施されれば任期満了前であっても議員任期は終了する。
- 選挙区：町全体を1選挙区とする大選挙区制（単記非移譲式）
- 議長：坂本典光
- 副議長：三宮美香

## 構成

### 本会議
本議会は全議員で行われる。定例会と臨時会があり、定例会は年に4回（概ね3月、6月、9月、12月）開催される。

### 委員会
多岐にわたる事項を専門的、能率的に審議するため、3つの常任委員会が設けられている。そのほかに議会運営全般にかかわることを協議するための議会運営委員会が設けられている。
- 総務常任委員会
- 文教厚生常任委員会
- 経済建設常任委員会
- 議会運営委員会
- 議会広報編集特別委員会

## 歴代議長
特記なき場合は「大津町町勢要覧資料編」による。
| 代 | 氏名       | 就任           | 退任           | 備考 |
| -- | ---------- | -------------- | -------------- | ---- |
| 初 | 谷本茂一   | 1956年8月10日  | 1957年2月28日  |      |
| 2  | 西山寅利   | 1957年3月5日   | 1961年2月28日  |      |
| 3  | 西山寅利   | 1961年3月7日   | 1965年2月28日  |      |
| 4  | 西山寅利   | 1965年3月2日   | 1967年4月20日  |      |
| 5  | 石崎日出男 | 1967年4月21日  | 1969年2月28日  |      |
| 6  | 石崎日出男 | 1969年3月1日   | 1973年2月28日  |      |
| 7  | 緒方繁     | 1973年3月1日   | 1977年2月28日  |      |
| 8  | 吉田定     | 1977年3月1日   | 1978年11月17日 |      |
| 9  | 本田正則   | 1978年12月1日  | 1981年2月28日  |      |
| 10 | 本田正則   | 1981年3月2日   | 1985年2月28日  |      |
| 11 | 本田正則   | 1985年3月1日   | 1989年2月28日  |      |
| 12 | 緒方計助   | 1989年3月1日   | 1993年12月11日 |      |
| 13 | 志賀敏男   | 1993年12月21日 | 1997年2月28日  |      |
| 14 | 田上駿     | 1997年3月1日   | 2001年2月28日  |      |
| 15 | 田代國廣   | 2001年3月1日   | 2003年2月4日   |      |
| 16 | 岩下誠     | 2003年2月26日  | 2005年2月28日  |      |
| 17 | 宇野光廣   | 2005年3月1日   | 2009年2月28日  |      |
| 18 | 太田黒英生 | 2009年3月2日   | 2013年2月28日  |      |
| 19 | 大塚龍一郎 | 2013年3月1日   | 2017年2月28日  |      |
| 20 | 桐原則雄   | 2017年3月1日   | 2021年2月28日  |      |
| 21 | 桐原則雄   | 2021年3月1日   | 2025年2月28日  |      |
| 22 | 坂本典光   | 2025年3月1日   |                |      |

## 議員報酬と諸手当
| 役職   | 報酬           |
| ------ | -------------- |
| 議長   | 月額 332,000円 |
| 副議長 | 月額 273,900円 |
| 委員長 | 月額 261,500円 |
| 議員   | 月額 249,000円 |